# 奧克蘭 (馬里蘭州)
奥克兰（英語：Oakland）是美国马里兰州加勒特县西部的一个镇。在2020年美國人口普查时，全镇共有1,851人，占整个加勒特县的大部分人口。同时，这个镇是加勒特县的县治。奥克兰始建于1862年，是一个滑雪度假的胜地。

## 地理
奥克兰位于加勒特县西部，坐标是 39°24′38″N 79°24′16″W / 39.41056°N 79.40444°W。
全镇面积2.1平方英里（5.5 km²），其中99.53%是陆地，0.47%是水域。

## 人口统计
截至2000年的人口普查，全镇共有1930居民，787户和447个家庭。人口密度是915.7人每平方英里(353.2/km2)。该镇918个住房单位平均密度为435.5/sq mi (168.0/km²).。全镇人口98.13%是白种人，0.73%是非洲裔美国人，0.16%是美国土著，0.57%是亚裔，0.26%是混血，0.16来自其他种族。西班牙裔和拉丁美洲裔分别占0.78%。
全镇787户的25.3%有18岁以下的孩子和他们居住，43.6%户是已经结婚的，9.8%户已婚丧夫的家庭，还有43.1%户是非家庭。787户的38.8%由个人组成，18.7%户居住着65岁及以上的独居老人。平均每户有2.09人，每个家庭2.75人。